# LSM11
LSM11 (англ. LSM11, U7 small nuclear RNA associated) – білок, який кодується однойменним геном, розташованим у людей на 5-й хромосомі. Довжина поліпептидного ланцюга білка становить 360 амінокислот, а молекулярна маса — 39 500.
| 10         |  | 20         |  | 30         |  | 40         |  | 50         |
| ---------- |  | ---------- |  | ---------- |  | ---------- |  | ---------- |
| MEERERGARS |  | AGAGSPARPP |  | SPRLDVSSDS |  | FDPLLALYAP |  | RLPPIPYPNA |
| PCFNNVAEYE |  | SFLRTGVRGG |  | GRGRGRARGA |  | AAGSGVPAAP |  | GPSGRTRRRP |
| DAPAPDPERI |  | QRLRRLMVAK |  | EEGDGAAGAG |  | RRGPGRSRKA |  | PRNVLTRMPL |
| HEGSPLGELH |  | RCIREGVKVN |  | VHIRTFKGLR |  | GVCTGFLVAF |  | DKFWNMALTD |
| VDETYRKPVL |  | GKAYERDSSL |  | TLTRLFDRLK |  | LQDSSKKEAD |  | SKSAVEDSTL |
| SRYSQTSTWK |  | LASVWGRADT |  | GRGSHKRSRS |  | VPSSLQASAR |  | EESRSELSGR |
| TTRTDGSSVG |  | GTFSRATTLS |  | RGQSRKKKRK |  | PKVDYQQVFT |  | RHINQIFIRG |
| ENVLLVHLAQ |  |            |  |            |  |            |  |            |

A: Аланін

C: Цистеїн

D: Аспарагінова кислота

E: Глутамінова кислота

F: Фенілаланін

G: Гліцин

H: Гістидин

I: Ізолейцин

K: Лізин

L: Лейцин

M: Метіонін

N: Аспарагін

P: Пролін

Q: Глутамін

R: Аргінін

S: Серин

T: Треонін

V: Валін

W: Триптофан

Кодований геном білок за функціями належить до рибонуклеопротеїнів, фосфопротеїнів. 
Задіяний у таких біологічних процесах, як процесинг мРНК, метилювання. 
Білок має сайт для зв'язування з РНК. 
Локалізований у ядрі.